# Coelioxys albonotata
Coelioxys albonotata is een vliesvleugelig insect uit de familie Megachilidae. De wetenschappelijke naam van de soort is voor het eerst geldig gepubliceerd in 1829 door Schummel.